# Tamworth (Australien)

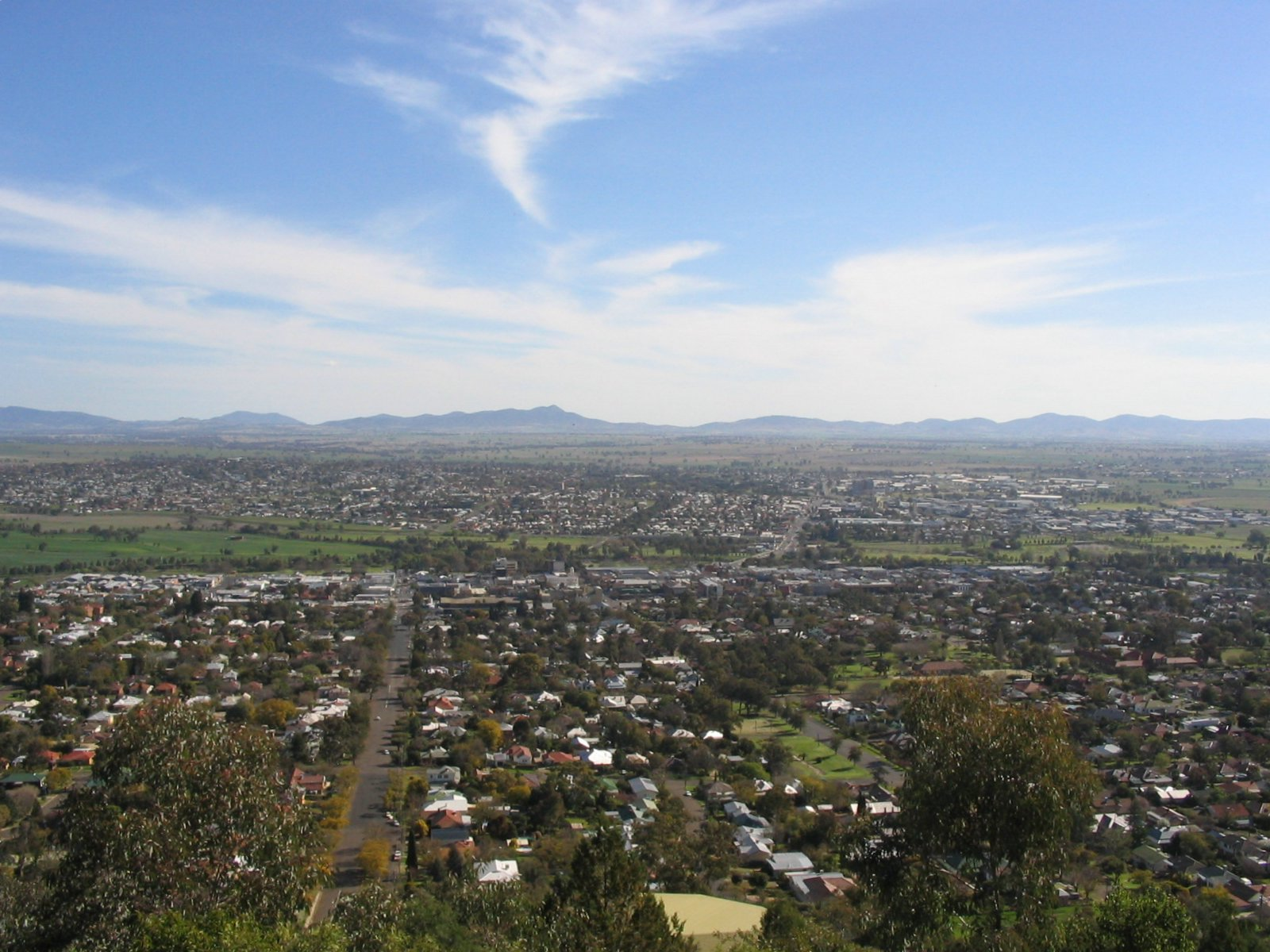
Tamworth (2004)

Tamworth ist eine Stadt in Australien im Bundesstaat New South Wales in der Region New England und liegt westlich der Great Dividing Range am Peel River. Die Stadt hat etwa 35.400 Einwohner.
Tamworth wurde 1824 gegründet und hat sich bis 1850 zu einer Stadt entwickelt. 1888 erhielt Tamworth als erste australische Stadt elektrische Straßenbeleuchtung. Die Stadt wurde nach der gleichnamigen Stadt Tamworth in Staffordshire, England, benannt. Der Fluss Peel River wurde nach Sir Robert Peel benannt, der damals Tamworth (England) im Britischen Parlament repräsentierte.
Die Stadt ist ein bedeutendes Zentrum für die Agrarwirtschaft. Es wird Getreide, Obst und Tabak angebaut und Viehzucht betrieben. Jedes Jahr findet ein Festival der Countrymusik mit bis zu 50.000 Besuchern täglich statt. Aus diesem Grund wurde hier die "Big golden guitar" erbaut, eine übergroße goldene Gitarre die am Stadteingang vom Highway aus zu betrachten ist. Tamworth besitzt einen kleinen Flughafen und liegt am Oxley Highway und am New England Highway. Außerdem ist die Stadt mit der Eisenbahn an der Strecke von Dubbo bzw. Newcastle nach Toowoomba zu erreichen.
Tamworth ist Mittelpunkt und Verwaltungssitz des lokalen Verwaltungsgebiets Tamworth Regional Council.

## Persönlichkeiten

### Hier geboren
- Sandra Morgan (* 1942), Schwimmsportlerin
- Tony Martin (* 1953), Schauspieler
- Chris Kachel (* 1955), Tennisspieler
- Philip Quast (* 1957), Musical-Sänger
- Michael J. Hiscox (* 1966), Politikwissenschaftler und Harvard-Professor
- Michael York (* 1969), Hockeyspieler
- Andrew Wyper (* 1985), Radrennfahrer
- Troy Hearfield (* 1987), Fußballspieler
- Josh Hazlewood (* 1991), Cricketspieler
- Alana Parnaby (* 1994), Tennisspielerin
- Alicia Smith (* 1996), Tennisspielerin

## Klima
|                       | Jan  | Feb  | Mär  | Apr  | Mai  | Jun  | Jul  | Aug  | Sep  | Okt  | Nov  | Dez  |   |      |
| Mittl. Tagesmax. (°C) | 32,5 | 31,2 | 29,2 | 25,3 | 20,7 | 16,9 | 16,1 | 18,3 | 21,5 | 25,1 | 27,8 | 30,2 | ⌀ | 24,5 |
| Mittl. Tagesmin. (°C) | 17,3 | 17,0 | 14,4 | 9,9  | 6,0  | 3,7  | 2,2  | 3,0  | 6,1  | 9,7  | 13,2 | 15,6 | ⌀ | 9,8  |

| 17,3 |

| 17,0 |

| 14,4 |

| 9,9 |

| 6,0 |

| 3,7 |

| 2,2 |

| 3,0 |

| 6,1 |

| 9,7 |

| 13,2 |

| 15,6 |

| 17,3 |

| 17,0 |

| 14,4 |

| 9,9 |

| 6,0 |

| 3,7 |

| 2,2 |

| 3,0 |

| 6,1 |

| 9,7 |

| 13,2 |

| 15,6 |